# Радіофізика і радіоастрономія
Радіофізика і радіоастрономія (англ. Radio Physics and Radio Astronomy) — науковий журнал Національної академії наук України. Був заснований 1995 року Радіоастрономічним інститутом та Інститутом радіофізики та електроніки ім. О. Я. Усикова. Публікує фундаментальні і прикладні роботи з радіофізики, мікрохвильової електроніки, радіоастрономії та астрофізики, а також коментарі, хроніку, персоналії.

## Індексування та включення в бази журналів
- Перелік наукових фахових видань МОН, в яких можуть публікуватися результати дисертаційних робіт на здобуття наукових ступенів доктора наук, кандидата наук та ступеня доктора філософії, категорая «Б»[3]
- Scopus (з 2020 року)[4]
- Google Scholar[2][5]
- CrossRef[2][5]
- Каталог журналів відкритого доступу[5]